# Shoei
Shoei Co., Ltd (株式会社 SHOEI Kabushiki-gaisha Shoei) è un'azienda giapponese produttrice di caschi quotata alla borsa di Tokyo.

## Storia
Le sue radici risalgono al 1954 con la fondazione della Kamata Polyester Co., i cui primi caschi sono stati prodotti principalmente per l'uso nell'industria delle costruzioni.

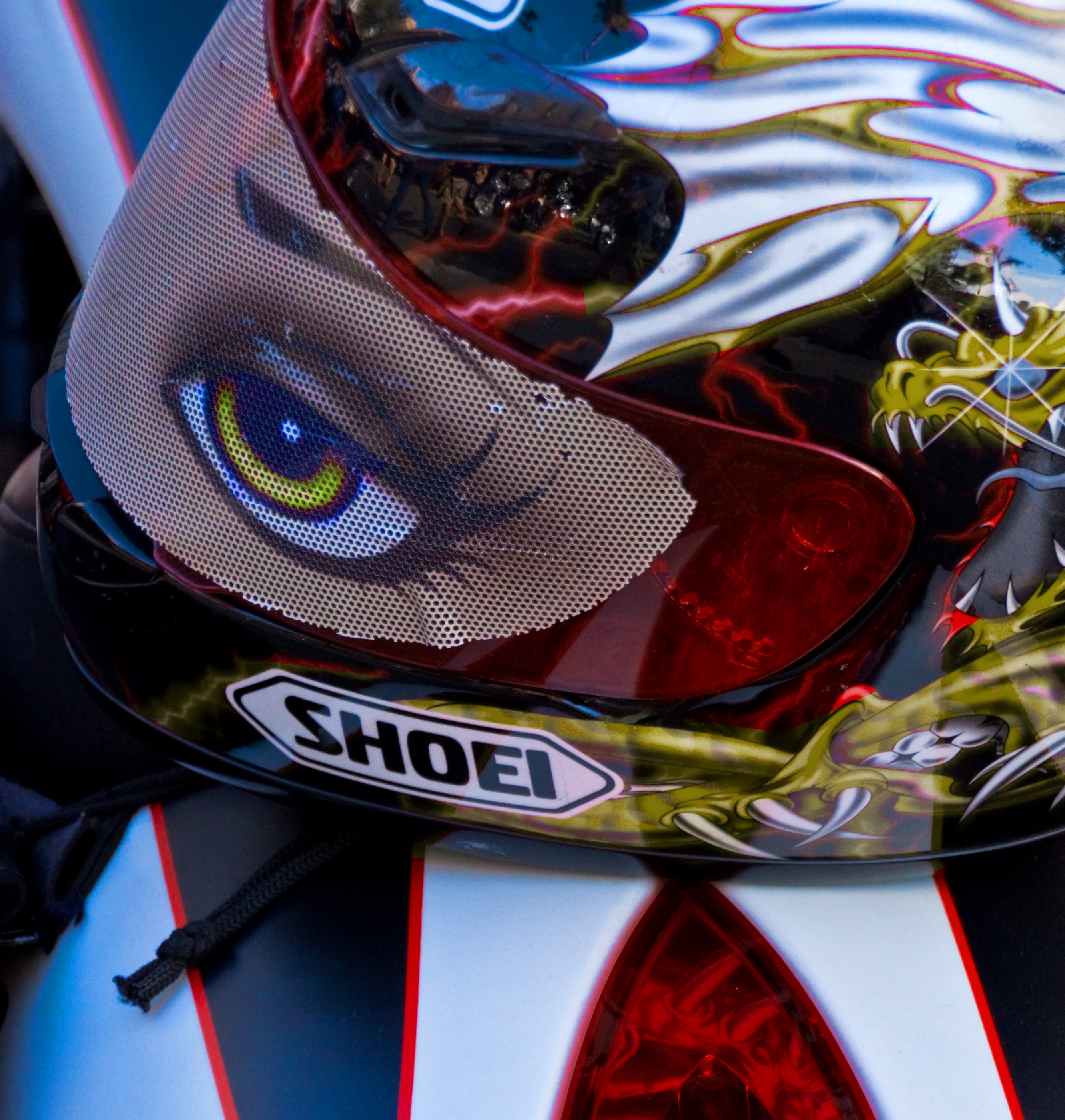
Casco della Shoei

Il fondatore di Shoei, Eitaro Kamata, iniziò a produrre caschi per il settore delle corse motociclistiche e nel 1960, la fabbrica di Tokyo iniziò a produrre i primi caschi da moto per soddisfare lo standard industriale giapponese (JIS).
Nel 1965, Honda Motor Co. adottò i caschi Shoei sui suoi veicoli. La Shoei Safety Helmet Corp. è stata fondata nel 1968, poco dopo la costruzione della fabbrica di Ibaraki. L'attuale fabbrica Iwate è stata costruita nel 1989.
Shoei conta una forza lavoro di meno di 500 persone in tutto il mondo.
Shoei fornisce caschi per numerosi piloti e team della MotoGP, come Marc Márquez e Bradley Smith; in Moto2 a Thomas Lüthi e Mattia Pasini.